# Ситроен Ц4 кактус
Ситроен Ц4 кактус (фр. Citroën C4 Cactus) мали је кросовер који производи француска фабрика аутомобила Ситроен. Производи се од 2014. године.

## Историја
Ц4 кактус се појавио као концепт на салону аутомобила у Франкфурту 2007. године. Званично је представљен на салону у Женеви 2014. године. Приликом конструисања инжењери су били фокусирани на дизајн, комфор, корисне технологије и ниске трошкове набавке и експлоатације возила. Сматра се компактним СУВ-ом иако је заснован на PSA PF1 платформи као и мањи Ц3, Пежо 208 и ДС3. Производи се у ПСА фабрици у близини Мадрида.
На овом аутомобилу као дизајнерски детаљ јављају се спољашњи ваздушни јастучићи или ербамп, чији је задатак да спрече мања оштећења каросерије, попут огреботина или ситних удараца до којих може доћи у вожњи или на паркинзима. Најосетљивији делови врата, угаони елементи блатобрана и централни дело врата пртљажника су обложени специјалним, гипким материјалом који апсорбује слабије ударце. Седишта и унутрашњи део возила су дизајнирани да подсећају на модеран намештај, а предња седишта су међусобно спојена.
2015. је добио две награде, за светски аутомобил године за дизајн и за производни аутомобил године.
Уграђују се бензински троцилиндрични мотори од 1.2 PureTech (75, 82 и 110 КС) и четвороцилиндрични дизел-мотори 1.6 HDi (92 и 99 КС).